# Pies i Robot
Pies i Robot (ang. Robot Dreams) – hiszpańsko-francuski film animowany z 2023 roku. Adaptacja komiksu autorstwa Sary Varon.
Film jest pozbawiony dialogów, a jego bohaterami są antropomorficzne postacie.

## Treść
Lata 80. XX wieku. Nowojorski pies, który zmaga się z samotnością, kupuje sobie robota. Robot staje się jego przyjacielem. Podczas wspólnej wizyty nad plaży Robot rdzewieje i znieruchomiały grzęźnie w piasku. Pies próbuje za wszelką cenę go uratować.  

## Nagrody i wyróżnienia
- Film był nominowany do Oscara w kategorii: Najlepszy długometrażowy film animowany (Ibón Cormenzana, Ignasi Estapé, Pablo Berger, Sandra Tapia)
- Film zdobył nagrodę Annie w kategorii: Najlepszy pełnometrażowy niezależny film animowany. Był też nominowany do nagrody Annie w następujących kategoriach:
  - Najlepsze indywidualne osiągnięcie: konstrukcja postaci w animowanym filmie kinowym - Daniel Fernandez Casas
  - Najlepsze indywidualne osiągnięcie: reżyseria animowanej produkcji kinowej Pablo Berger - Benoît Feroumont
  - Najlepsze indywidualne osiągnięcie: scenariusz - Pablo Berger
  - Najlepsze indywidualne osiągnięcie: storyboarding - Maca Gil
- Film zdobył Europejską Nagrodę Filmową w kategoria: Najlepszy film animowany - Pablo Berger